# جون كون (عالم)
جون كون (بالإنجليزية: John Maxwell Cohn)‏ هو عالم أمريكي، ولد في 9 فبراير 1959 في هيوستن في الولايات المتحدة.